# انستیتوی هنر کانزاس‌سیتی

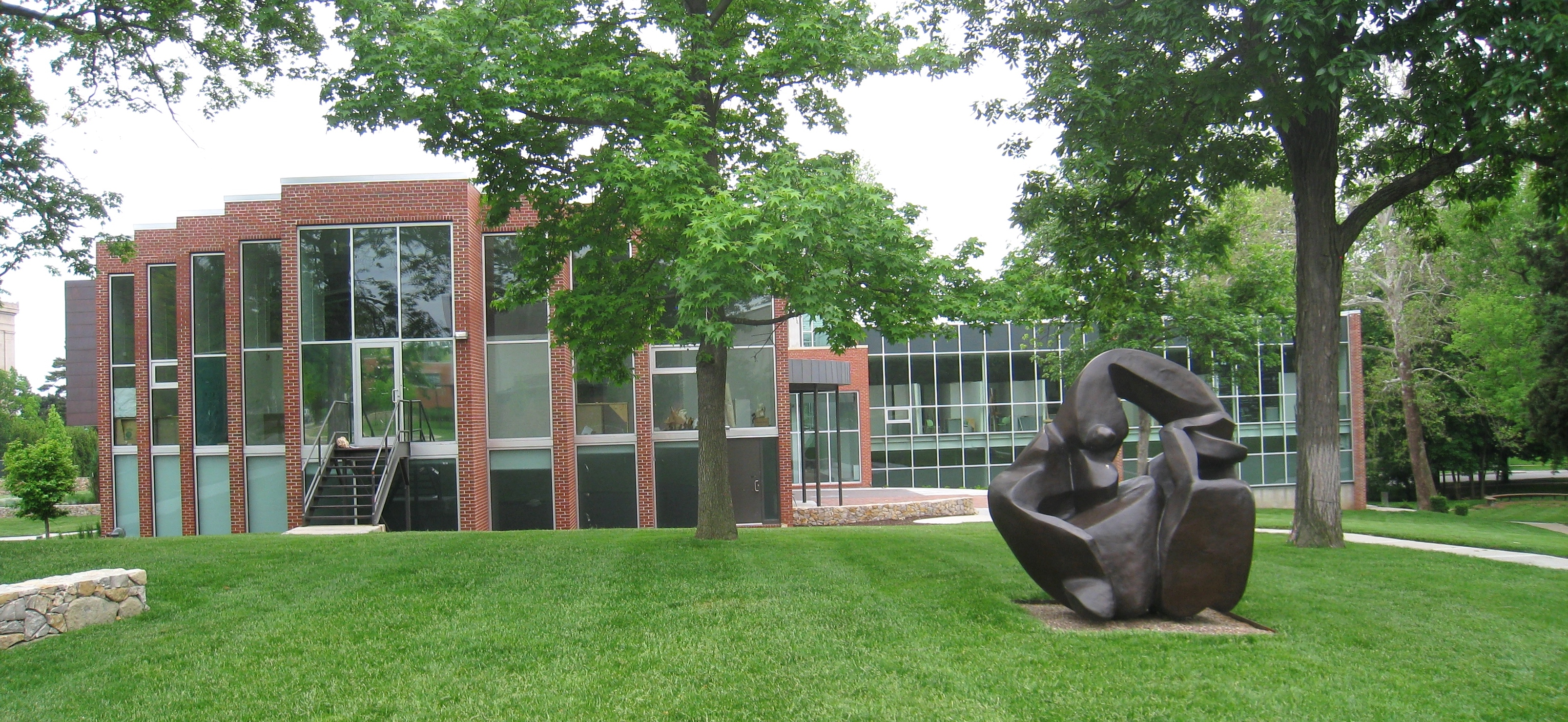
پردیس سبز در انستیتو هنر شهر کانزاس

انستیتو هنر کانزاس‌سیتی (به انگلیسی: (Kansas City Art Institute (KCAI) یک کالج مستقل و خصوصیِ هنرهای زیبا و طراحی است که در سال ۱۸۸۵ در شهر کانزاسسیتی در ایالت میسوری تأسیس شده است.

## رشته‌های ارائه شده
انستیتو هنر کانزاس‌سیتی دورهٔ کارشناسی هنرهای زیبا را در رشته‌های زیر ارائه می‌دهد: انیمیشن، تاریخ هنر، سرامیک، نوشتن خلاق، فیلمسازی دیجیتال، رسانه دیجیتال، فیبر، طراحی گرافیک، تصویرسازی، نقاشی، عکاسی، رسانهٔ نو و مجسمه‌سازی.